# Yamaha MT-03

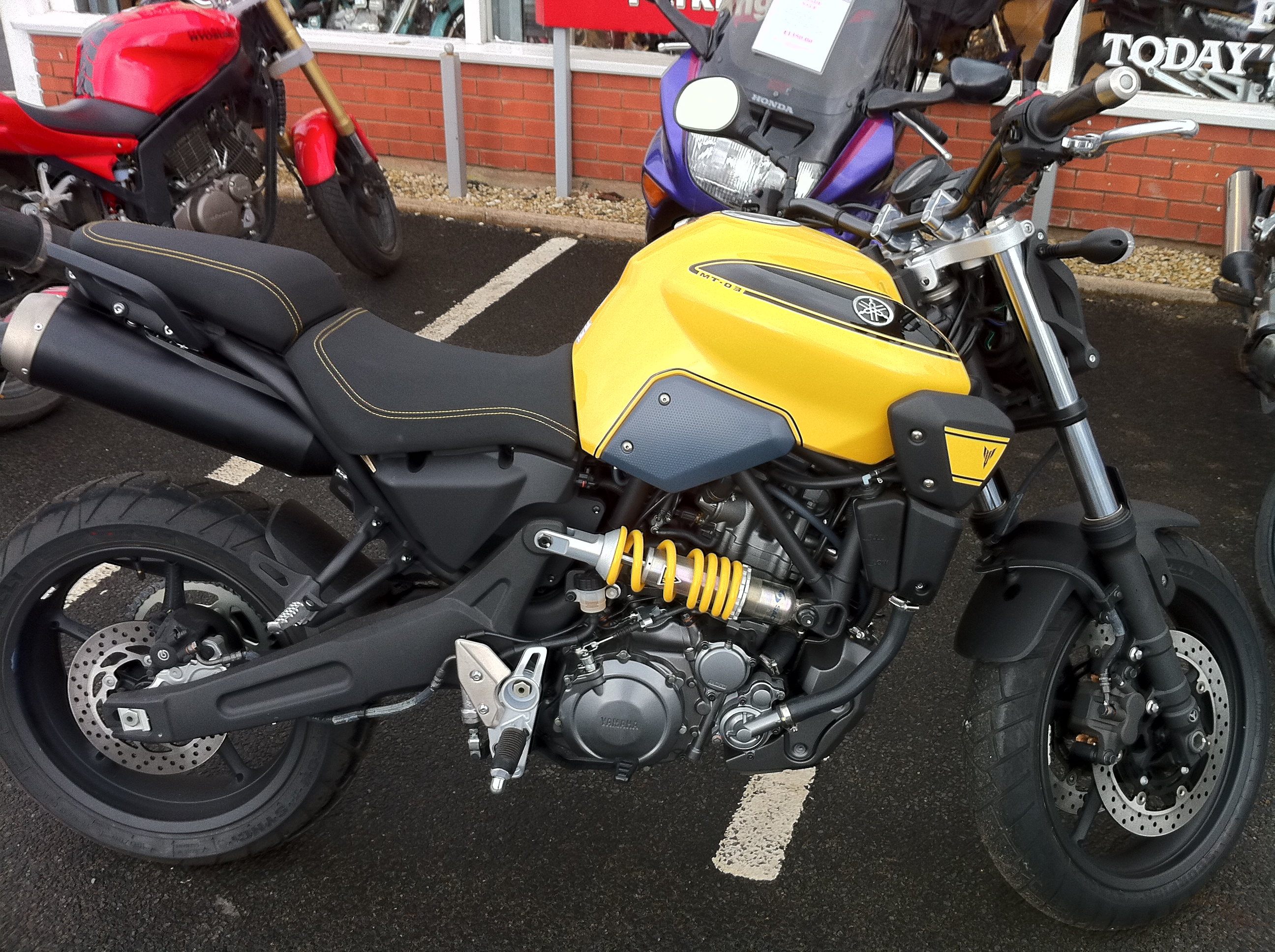
Yamaha MT-03

De Yamaha MT-03 is een motorfiets die in 2006 op de Nederlandse markt werd geïntroduceerd door Yamaha Motor Corporation. De MT-03 is een soort crossover tussen een naked bike en een supermotard en wordt aangedreven door een 660 cc viertakt eencilinder blok met injectiesysteem zoals ook gebruikt bij de Yamaha XT660.
Kenmerken van deze motorfiets:
- Funbike met dynamische rijeigenschappen
- Actieve rijhouding voor optimale controle
- 660 cc motorblok met elektronische brandstofinjectie
- Volop power en korte wielbasis
- Extreem wendbaar

Sinds 2016 als 321cc 2 cilinder.

## Opties
- 2006 - 2007: D-pack radiateurkapjes, fly-screen, zadelkapje, valdoppen
- Akrapovic uitlaatdempers
- Engine protector (valbeugel)
- Fly Screen
- Hand deflectors (kappen)
- Hand guards (beschermers)
- Luggage rack (bagagerek)
- Mono seat cover (zadelkapje)
- Radiator shields (radiator schildjes)
- Roller protectors (valdoppen)
- Skid plate (carterbeschermplaat)

## Kleurstellingen
- 2006: U-tech (blauw/groen metallic), Midnight Black
- 2007: Vivid Red Cocktail 1 (VRC1), wit, Midnight Black
- 2008: Racing Red, Midnight black, wit
- 2009: Racing Red, Extreme Yellow, Midnight Black
- 2010: Sports Pearl White & Black, Kando limited edition

## Techniek
De MT-03 beschikt over een enkele schijfrem achter, dubbele schijfremmen voor en een enkele schokdemper welke aan de rechterzijkant van het frame is gemonteerd.

## Motor
- Vloeistofgekoeld, 4-takt, 1 cilinder, SOHC
- Cilinderinhoud 660 cc
- Boring × slag 100,0 × 84,0 mm
- Compressieverhouding 10,0 : 1
- Max. vermogen 35,3 kW (48 pk) bij 6.250 tpm
- Max. koppel 56,2 Nm (5,73 kgm) bij 5.500 tpm
- Smeersysteem Dry sump
- Brandstofsysteem Injectiesysteem
- Type koppeling Nat, meervoudige platen
- Ontstekingsysteem TCI
- Startsysteem Elektrisch
- Versnellingsbak 5 versnellingen
- Eindoverbrenging Ketting
- Tankinhoud 15 liter
- Inhoud oliecarter 3,4 liter

## Chassis
- Stalen brugframe
- Wielophanging voor Telescopische vork
- Veerweg 130 mm
- Wielophanging achter Swingarm (Monocross)
- Veerweg 120 mm
- Naloop 97 mm
- Voorrem Dubbele schijf, Ø 298 mm
- Achterrem Enkele schijf, Ø 245 mm
- Bandenmaat voor 120/70-17
- Bandenmaat achter 160/60-17

## Afmetingen
- Lengte 2.070 mm
- Breedte 860 mm
- Hoogte 1.115 mm
- Zithoogte 805 mm
- Wielbasis 1.420 mm
- Grondspeling 200 mm
- Gewicht 192,4 kg